# Zatmění Slunce 10. června 2021

Průběh zatmění Slunce 10. června 2021

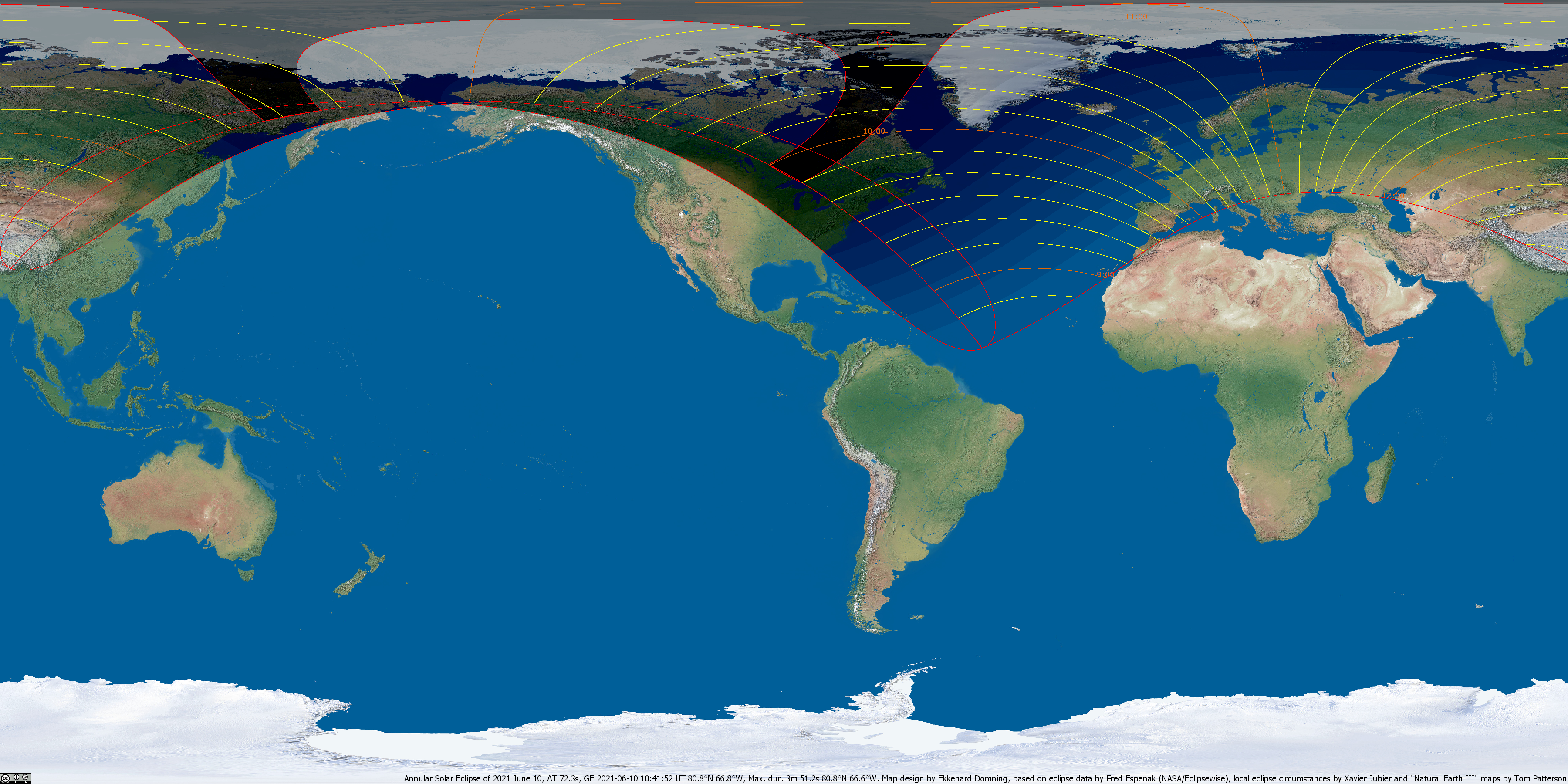
Mapa světa se znázorněním oblastí s pozorovatelným zatměním a jeho intenzity

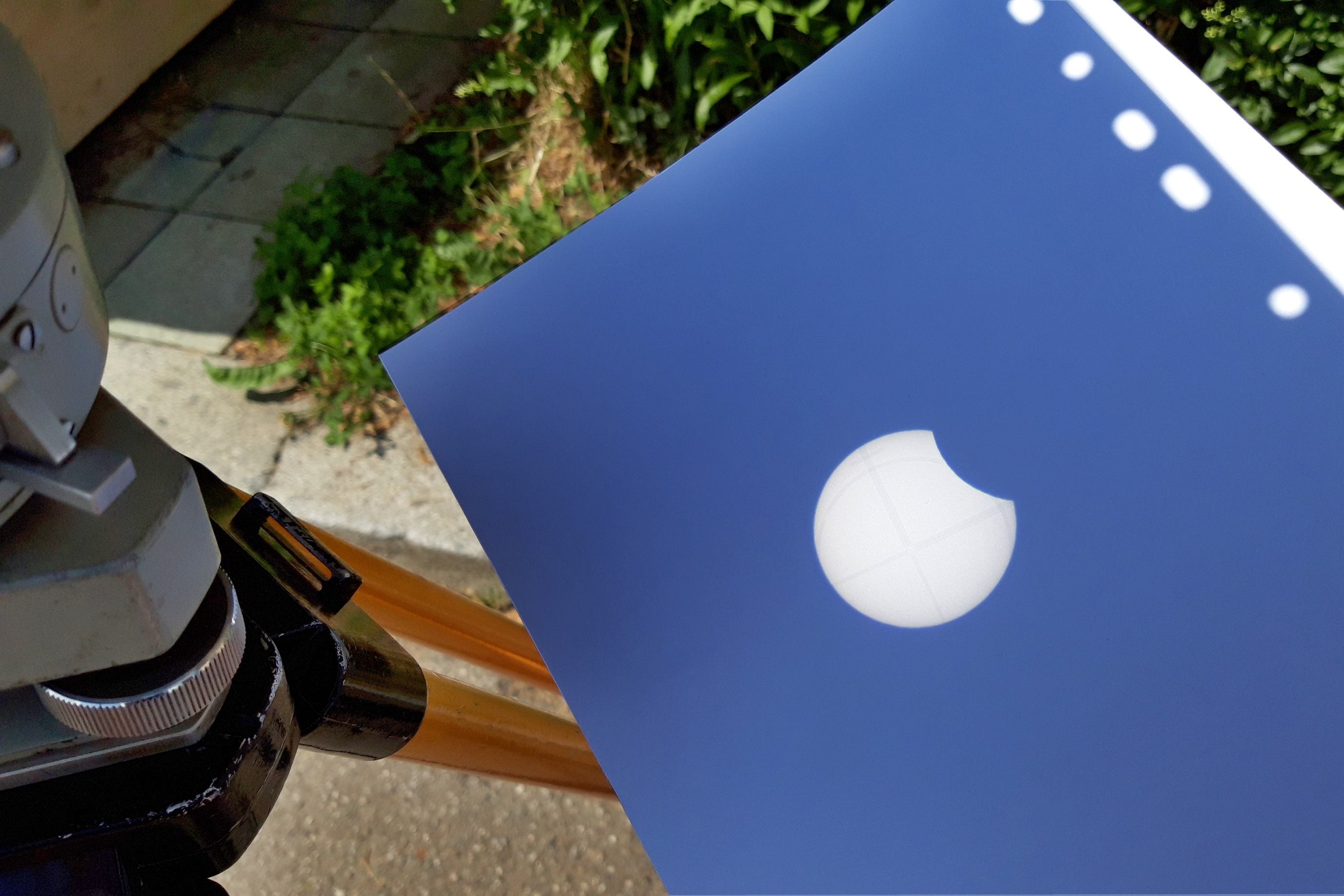
Zatmění pozorované v Praze, 12.24

Zatmění Slunce dne 10. června 2021 bylo na povrchu Země pozorovatelné jako prstencové zatmění v některých oblastech severovýchodní Kanady, Grónska, Severního ledového oceánu (vč. severního pólu) a ruského Dálného východu. Jako částečné bylo zatmění pozorovatelné z oblasti široké několik tisíc kilometrů, která zahrnuje většinu Evropy, sever a východ Severní Ameriky a severní Asii.
Na území České republiky bylo Slunce v maximální fázi zakryto přibližně z jedné desetiny (a míra zanoření měsíčního kotouče: 13,8 % v Brně, 18,7 % v Karlových Varech). Zatmění bylo pozorovatelné vysoko nad jihovýchodem a jihem. Začínalo v 11:44 SELČ, maximální fáze nastala ve 12:39 SELČ a měsíční stín ze slunečního kotouče definitivně zmizel ve 13:36 SELČ.
Šlo o první v Česku pozorovatelné zatmění po šesti letech, od částečného zatmění Slunce 20. března 2015. Společné pozorování zatmění pořádaly mj. hvězdárny a astronomické společnosti v Ondřejově, Ždánicích, Žebráku, Teplicích, Ostravě, Jihlavě, Turnově a Brně; přímý přenos na internetu vysílala vedle brněnské hvězdárny i liberecká iQLANDIA.
Následující zatmění Slunce pozorovatelné na území České republiky nastalo 25. října 2022.